# Aletta von Massenbach
Aletta von Massenbach (* 1969) ist eine deutsche Juristin und Managerin und seit Oktober 2021 Vorsitzende der Geschäftsführung (Chief Executive Officer) des Flughafen Berlin Brandenburg GmbH. Sie ist erste weibliche CEO an einem der großen deutschen Verkehrsflughäfen.

## Leben
Aletta von Massenbach studierte Jura und legte 1993 ihr erstes Juristisches Staatsexamen an der Universität Passau ab. Das zweite Staatsexamen absolvierte sie von 1993 bis 1996 in Bamberg. 1997 absolvierte sie ein Management-Trainee-Programm bei der Fraport AG.
Von 1997 bis 1999 arbeitete sie im Project Management für die Privatisierung der Flughäfen Santiago de Chile und der Berliner Flughäfen. Anschließend übernahm sie von 1999 bis 2003 die Geschäftsführung Fraport Peru und leitete die Privatisierung des Flughafens Lima, an dem die Fraport AG zu 70,1 % beteiligt ist, und den Aufbau der Lima Airport Partners (LAP), der Konzessionsgesellschaft zum Betrieb des Flughafens.
Von 2004 bis 2012 leitete sie mehrere Flughafenprojekte für die Fraport auf den  Philippinen, in Portugal, auf Puerto Rico, in Russland sowie in Spanien und übernahm weltweit Akquisitionen, Bewertungen, Steuerung und Weiterentwicklungen von Flughäfen. Zusätzlich machte sie 2004 bis 2005 ein Post-Graduate-Studium in General Management an der European Business School.
2012 bis 2015 leitete sie für die Fraport Twin Star Airport Management AD die Flughäfen Varna und Burgas sowie von 2015 bis 2016 den Flughafen Antalya in der Türkei.
Von 2016 bis 2020 leitete sie als Senior Executiv Vice President den Geschäftsbereich Global Investments and Management Fraport und damit sämtliche internationale Beteiligungen der Fraport AG.
2020 wechselte sie als Kaufmännische Geschäftsführerin zur Flughafen Berlin Brandenburg GmbH und wurde zum Oktober 2021 Vorsitzende der Geschäftsführung als Nachfolgerin von Engelbert Lütke Daldrup.
Seit 2025 ist sie Präsidentin der Arbeitsgemeinschaft Deutscher Verkehrsflughäfen (ADV).
Aletta von Massenbach ist alleinerziehende Mutter eines Sohnes.